# لينفورد كريستي
لينفورد كريستي (بالإنجليزية: Linford Christie) مواليد 2 أبريل 1960 في أندراوس، جامايكا، هو عداء بريطاني متخصص في سباق 100 متر. مثل بلاده في الأولمبياد وحصل على الميدالية الذهبية والميدالية الفضية. فاز بالميدالية الذهبية في بطولة العالم لألعاب القوى.

## الميداليات
| الميدالية | المسابقة                                    |
| --------- | ------------------------------------------- |
| ذهبية     | الألعاب الأولمبية الصيفية 1992              |
| فضية      | الألعاب الأولمبية الصيفية 1988              |
| فضية      | الألعاب الأولمبية الصيفية 1988              |
| ذهبية     | بطولة العالم لألعاب القوى 1993              |
| فضية      | بطولة العالم لألعاب القوى 1993              |
| برونزية   | بطولة العالم لألعاب القوى 1987              |
| برونزية   | بطولة العالم لألعاب القوى 1991              |
| فضية      | بطولة العالم لألعاب القوى داخل الصالات 1991 |
| فضية      | بطولة العالم لألعاب القوى داخل الصالات 1991 |
| ذهبية     | بطولة أوروبا لألعاب القوى 1986              |
| ذهبية     | بطولة أوروبا لألعاب القوى 1990              |
| ذهبية     | بطولة أوروبا لألعاب القوى 1994              |
| فضية      | بطولة أوروبا لألعاب القوى 1990              |
| برونزية   | بطولة أوروبا لألعاب القوى 1990              |
| برونزية   | بطولة أوروبا لألعاب القوى 1986              |
| ذهبية     | بطولة أوروبا لألعاب القوى داخل الصالات 1986 |
| ذهبية     | بطولة أوروبا لألعاب القوى داخل الصالات 1988 |
| ذهبية     | بطولة أوروبا لألعاب القوى داخل الصالات 1990 |
| برونزية   | بطولة أوروبا لألعاب القوى داخل الصالات 1988 |
| ذهبية     | دورة ألعاب الكومنولث 1990                   |
| ذهبية     | دورة ألعاب الكومنولث 1990                   |
| ذهبية     | دورة ألعاب الكومنولث 1994                   |
| فضية      | دورة ألعاب الكومنولث 1986                   |
| فضية      | دورة ألعاب الكومنولث 1986                   |

## روابط خارجية
- لينفورد كريستي على موقع الاتحاد الدولي لألعاب القوى (الإنجليزية)
- لينفورد كريستي على موقع اللجنة الأولمبية الدولية (الإنجليزية)
- لينفورد كريستي على موقع أوليمبيديا (الإنجليزية)
- لينفورد كريستي على موقع اللجنة الأولمبية البريطانية (الإنجليزية)
- لينفورد كريستي على موقع اتحاد ألعاب الكومنولث (مؤرشف) (الإنجليزية)